# مرکز تحقیقات هسته‌ای شیمون پرز نگب

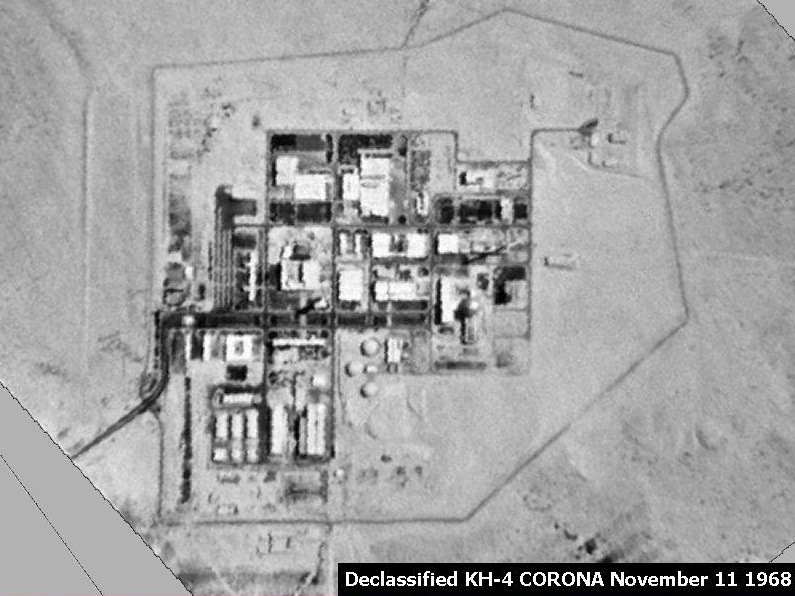
مرکز تحقیقات هسته‌ای شیمون پرز نگب، نمایی از ماهواره کرونا در اواخر دههٔ ۱۹۶۰

مرکز تحقیقات هسته‌ای شیمون پرز نگب (عبری: קריה למחקר גרעיני – נגב ע"ש שמעון פרס‎) یک تأسیسات هسته‌ای اسرائیل است که در صحرای نگب، حدود سیزده کیلومتر (هشت مایل) جنوب شرقی شهر دیمونا قرار دارد.
ساخت این مرکز در سال ۱۹۵۸ آغاز شد و رآکتور هسته‌ای آب‌سنگین آن احتمالاً در فاصلهٔ میان سال‌های ۱۹۶۲ تا ۱۹۶۴ فعال شد.
اسرائیل مدعی است که راکتور و مرکز پژوهشی آن برای «اهداف پژوهشی کلی در زمینهٔ علوم اتمی» است، اما این راکتور در تولید مواد هسته‌ای برای استفاده در برنامهٔ سلاح‌های هسته‌ای اسرائیل نقش داشته است. باور بر این است که اسرائیل نخستین سلاح‌های هسته‌ای خود را تا سال ۱۹۶۷ ساخته است و برآورد می‌شود که اکنون بین ۸۰ تا ۴۰۰ سلاح هسته‌ای در اختیار دارد.
اطلاعات مربوط به این مرکز به‌شدت طبقه‌بندی‌شده است و این کشور سیاستی به‌نام ابهام راهبردی را دنبال می‌کند—یعنی نه مالکیت خود را تأیید می‌کند و نه آن را رد می‌کند. اسرائیل همچنان عضو پیمان عدم اشاعهٔ سلاح‌های هسته‌ای نیست.
گزارش شده که اسرائیل در ژانویهٔ ۱۹۶۵ این مرکز را برای بازرسی به ایالات متحده گشود و این بازرسی‌ها تا سال ۱۹۶۹ ادامه یافتند. حریم هوایی بالای تأسیسات دیمونا برای همهٔ هواگردها بسته است و منطقهٔ اطراف آن به‌شدت محافظت‌شده و دارای حصار است. در جریان جنگ شش‌روزه، یک موشک اسرائیلی یک جنگندهٔ اوراگان نیروی هوایی اسرائیل را که به‌اشتباه بر فراز دیمونا پرواز کرده‌بود، سرنگون کرد.
در اوت ۲۰۱۸، این مرکز به‌نام رئیس‌جمهور و نخست‌وزیر پیشین اسرائیل، شیمون پرز، تغییر نام یافت.

## تاریخچه

### ساخت
ساخت این مرکز در سال ۱۹۵۸ و با همکاری فرانسه و مطابق با توافقات پروتکل سور آغاز شد. این مجموعه به‌طور مخفیانه ساخته شد و تحت نظارت آژانس بین‌المللی انرژی اتمی نبود. برای حفظ محرمانگی، به مقامات گمرکی فرانسه گفته شده‌بود که بزرگ‌ترین قطعات راکتور، از جمله مخزن راکتور، متعلق به یک آب‌شیرین‌کن است که به آمریکای لاتین فرستاده می‌شود. برآوردهای هزینهٔ ساخت متفاوت‌اند؛ تنها رقم قابل اتکا از شیمون پرز است که در خاطراتش در سال ۱۹۹۵ نوشت او و دیوید بن‌گوریون حدود ۴۰ میلیون دلار آمریکا «نیمی از هزینهٔ یک راکتور» را از «دوستان اسرائیل در سراسر جهان» جمع‌آوری کردند. بر این اساس، می‌توان رقم تقریبی هزینهٔ ساخت را حدود ۸۰ میلیون دلار (یا نزدیک به یک میلیارد دلار برحسب نرخ تورم سال ۲۰۲۳) برآورد کرد.
راکتور دیمونا در فاصلهٔ سال‌های ۱۹۶۲ تا ۱۹۶۴ به مرحلهٔ فعالیت (بحرانی) رسید و با پلوتونیم تولیدشده در آن، نیروهای دفاعی اسرائیل به‌احتمال زیاد نخستین سلاح‌های هسته‌ای خود را پیش از جنگ شش‌روزه آماده کرده‌بودند.
در سال ۲۰۲۱ گزارش شد که بر پایهٔ تصاویر ماهواره‌ای، این مجموعه در حال گسترش چشمگیری است. این ساخت‌وسازهای جدید احتمالاً از اواخر ۲۰۱۸ یا اوایل ۲۰۱۹ آغاز شده‌اند و ابعاد آن حدود ۱۴۰ متر در ۵۰ متر در نزدیکی راکتور و کارخانهٔ بازفرآوری است.

### بازرسی‌ها
هنگامی که جامعهٔ اطلاعاتی ایالات متحده در اوایل دههٔ ۱۹۶۰ به ماهیت این مرکز پی برد، دولت آمریکا از اسرائیل خواست با بازرسی بین‌المللی موافقت کند. اسرائیل پذیرفت، اما با این شرط که بازرسان از خود ایالات متحده باشند نه آژانس بین‌المللی انرژی اتمی و اینکه اسرائیل از پیش از زمان بازرسی‌ها مطلع شود. طبق اسناد محرمانه‌زدایی‌شده از دولت لیندون بی. جانسون، اسرائیل در ژانویهٔ ۱۹۶۵ دیمونا را به روی بازرسان آمریکایی گشود.
ادعا شده است که چون اسرائیل از زمان‌بندی بازدیدها آگاه بود، توانست با نصب دیوارهای موقت و تمهیدات دیگر، تولید پنهانی سلاح‌های هسته‌ای را مخفی کرده و بازرسان را فریب دهد. بازرسان در نهایت به دولت ایالات متحده اطلاع دادند که با توجه به محدودیت‌های اعمال‌شده از سوی اسرائیل، بازرسی‌های آنان بی‌نتیجه بوده است. تا سال ۱۹۶۹، ایالات متحده باور داشت که اسرائیل ممکن است دارای سلاح هسته‌ای باشد و در همان سال بازرسی‌ها متوقف شدند.

### ورودهای گزارش‌شده به حریم هوایی تأسیسات
پیش از جنگ شش‌روزه در سال ۱۹۶۷، هواگردهایی ناشناس بر فراز مجتمع راکتور پرواز کردند. در آن زمان تصور می‌شد که این هواگردها میگ-۲۱های نیروی هوایی مصر باشند، هرچند یک کتاب جنجالی در سال ۲۰۰۷ مدعی شد که آن‌ها میگ-۲۵های شناسایی اتحاد جماهیر شوروی بوده‌اند. در همان جنگ، یک جنگندهٔ اسرائیلی که در عملیات بمباران اردن آسیب دیده‌بود، پس از ورود به حریم دیمونا هدف سامانه‌های پدافندی مرکز قرار گرفت و سرنگون شد و خلبان آن، کاپیتان یورام هارپاز، کشته شد.

### تولید سلاح‌های هسته‌ای
تولید کامل کلاهک‌های هسته‌ای احتمالاً از سال ۱۹۶۶ آغاز شده است و باور بر این است که نیروهای دفاعی اسرائیل تا سال ۱۹۶۷ تا ۱۳ کلاهک عملیاتی در اختیار داشته‌اند.

### افشاگری‌های موردخای وانونو

عکسی از وانونو از جعبه‌دستکش حاوی مواد هسته‌ای در مونتاژ نمونه‌ای از بمب در مرکز پژوهش‌های هسته‌ای نگو؛ یکی از ۶۰ عکسی که او به رسانه‌های بریتانیایی داد.

در سال ۱۹۸۶، موردخای وانونو، تکنسین پیشین تأسیسات دیمونا، به بریتانیا گریخت و جزئیاتی از برنامهٔ سلاح هسته‌ای اسرائیل را فاش کرد. او هدف از ساخت هر ساختمان را شرح داد و همچنین از وجود یک تأسیسات فوق‌محرمانه در زیر مجموعهٔ اصلی پرده برداشت. موساد، مأموری به‌نام شرل بنتو (با نام خانوادگی پیشین هَنین) را برای فریب او فرستاد. او وانونو را به ایتالیا کشاند، جایی که مأموران موساد او را بازداشت کرده و با یک کشتی باری به اسرائیل قاچاق کردند. یک دادگاه اسرائیلی او را به‌اتهام خیانت و جاسوسی در دادگاهی محرمانه محاکمه کرد و به هجده سال زندان محکوم ساخت. در زمان دستگیری وانونو، روزنامهٔ تایمز گزارش داد که اسرائیل تا سال ۱۹۸۶ به‌اندازهٔ ساخت حدود ۲۰ بمب هیدروژنی و ۲۰۰ بمب اتمی مواد لازم در اختیار داشته است. در اوایل سال ۲۰۰۴، وانونو از زندان آزاد شد، اما با محدودیت‌های سخت‌گیرانه‌ای همچون عدم دریافت گذرنامه، محدودیت در جابجایی و ممنوعیت ارتباط با رسانه‌ها روبه‌رو شد. از آن زمان تاکنون، او چندین بار به‌دلیل نقض شرایط آزادی‌اش بازداشت و تفهیم اتهام شده است.

### نگرانی‌های ایمنی
نگرانی‌هایی دربارهٔ ایمنی راکتور ۵۵ سالهٔ این مرکز مطرح شده است. در سال ۲۰۰۴، مقام‌های اسرائیلی برای پیشگیری، یدید پتاسیم را میان هزاران نفر از ساکنان اطراف مجموعه توزیع کردند تا در صورت آزاد شدن ید-۱۳۱ رادیواکتیو، مورد استفاده قرار گیرد.

### حملات گزارش‌شده
در ژانویهٔ ۲۰۱۲، گزارش‌هایی منتشر شد که نشان می‌داد کمیسیون انرژی اتمی اسرائیل تصمیم گرفته است راکتور را موقتاً تعطیل کند. این تصمیم به‌دلیل آسیب‌پذیری سایت در برابر حمله از سوی ایران گرفته شده‌بود. در اکتبر و نوامبر ۲۰۱۲ گزارش شد که حماس چند موشک به سوی دیمونا یا مرکز پژوهش‌های هسته‌ای نگو شلیک کرده است. در ژوئیهٔ ۲۰۱۴ نیز حماس دوباره به منطقهٔ اطراف راکتور موشک شلیک کرد. هیچ‌یک از این حملات آسیبی به تأسیسات وارد نکردند. در آوریل ۲۰۲۱، یک موشک زمین‌به‌هوای سوری در نزدیکی این مکان فرود آمد.

### اسناد از طبقه‌بندی خارج‌شده
در آوریل ۲۰۱۶، آرشیو امنیت ملی ایالات متحده آمریکا اسناد فراوانی از دههٔ ۱۹۶۰ تا ۱۹۷۰ را از طبقه‌بندی خارج کرد که حاوی ارزیابی‌های جامعهٔ اطلاعاتی آمریکا دربارهٔ تلاش‌های اسرائیل برای پنهان‌کردن هدف و جزئیات برنامهٔ هسته‌ای‌اش بود. مقام‌های آمریکایی که با دیوید بن‌گوریون و دیگر مقام‌های اسرائیلی گفت‌وگو کرده‌بودند، باور داشتند که اسرائیل دربارهٔ نیت خود برای ساخت سلاح هسته‌ای، اطلاعات نادرست ارائه داده است.

### کتاب‌ها
Books
- Cohen, Avner (1999). Israel and the Bomb. University Press of Columbia. ISBN 0-231-10483-9.
- Cohen, Avner (2010). The Worst-Kept Secret: Israel's bargain with the Bomb. Columbia University Press.
- Hersh, Seymour M. (1991). The Samson Option: Israel's Nuclear Arsenal and American Foreign Policy. Random House. ISBN 0-394-57006-5.

Journals
- Burr, William; Cohen, Anver (2006). "Israel crosses the threshold". Bulletin of the Atomic Scientists. 62 (3): 22–30. doi:10.2968/062003008. S2CID 144134684.
- Pinkus, Binyamin; Tlamim, Moshe (2002). "Atomic Power to Israel's Rescue: French-Israeli Nuclear Cooperation, 1949–1957". Israel Studies. 7 (1): 104–138. doi:10.1353/is.2002.0006. JSTOR 30246784.

News
- Adaret, Ofer (21 April 2016). "Declassified: How Israel Misled the U.S. About Its Nuclear Program". Haaretz. Retrieved 24 November 2017.
- Ben-Gedalyahu, Tzvi (22 August 2013). "Rare Photos of Israeli Nuclear Research Center Released". Jewish Press. Retrieved 24 November 2017.
- Ginor, Isabella; Remez, Gideon (September 2007). "Foxbats Over Dimona: The Soviets' Nuclear Gamble in the Six-Day War". Foreign Affairs. Retrieved 24 November 2017.
- Lynfield, Ben (6 March 2011). "Gaddafi uses Israel to solidify his power". PRI. Retrieved 26 November 2017.
- Mahnaimi, Uzi (11 November 2007). "Israel on alert for Syria airstrike". The Sunday Times. Archived from the original on 26 July 2008. Retrieved 24 November 2017.
- Mahnaimi, Uzi (8 January 2012). "Israelis to shut 'vulnerable' nuclear plant in Iran's sights". The Times. Retrieved 24 November 2017.
- Melman, Yossi (17 August 2009). "Ex-staffer at Dimona Nuclear Reactor Says Made to Drink Uranium". Haaretz. Retrieved 24 November 2017.
- Ronen, Gill (14 November 2012). "First-Ever Terror Rocket Fired at Dimona Nuclear Plant". Arutz Sheva. Retrieved 24 November 2017.
- Timms, Dominic (12 November 2004). "Journalists condemn Israel for Vanunu arrest". The Guardian. Retrieved 24 November 2017.
- "Documentary Says Israel Got Nuclear Weapons From France". Fox News. 2 November 2001. Retrieved 24 November 2017.
- "Gadhafi points finger at Israel over JFK assassination". Jewish Telegraphic Agency. 23 September 2009. Archived from the original on 26 September 2009. Retrieved 26 November 2017.
- "Hamas aims Grad at Dimona reactor – payback for Khartoum raid". Debka. 28 October 2012. Archived from the original on 29 October 2012. Retrieved 24 November 2017.
- "Israel distributes radiation pills to residents near nuclear reactor". ABC News. 8 August 2004. Archived from the original on 10 August 2004. Retrieved 24 November 2017.
- "Israel stops rocket from hitting Dimona nuclear facility". israelNews.net. 10 July 2014. Retrieved 24 November 2017.
- "MIDDLE EAST: Violent Week: The Politics of Death". Time. 12 April 1976. Retrieved 24 November 2017.
- "Mordechai Vanunu placed under house arrest after giving TV interview". The Guardian. 10 September 2015. Retrieved 24 November 2017.
- "Vanunu warns Israel of 'second Chernobyl' risk". Sunday Morning Herald. 26 July 2004. Retrieved 26 November 2017.

Online sources
- Aftergood, Steven; Kristensen, Hans M. (8 January 2007). "Nuclear Weapons - Israel". Federation of American Scientists. Retrieved 24 November 2017.
- Burr, William; Cohen, Avner (28 June 2013). "Israel's Quest for Yellowcake: The Secret Argentina-Israel Connection, 1963-1966". Wilson Center. Retrieved 24 November 2017.
- Cohen, Avner (3 October 2013). "The Avner Cohen Collection". Wilson Center. Retrieved 24 November 2017.
- Kintner, Edwin E. "The Avner Cohen Collection". Wilson Center. Retrieved 24 November 2017.
- "Nuclear Research Center NEGEV". Israel Atomic Energy Commission. Archived from the original on 27 July 2012. Retrieved 24 November 2017.
- "2005 Review Conference of the Parties to the Treaty on the NON-PROLIFERATION OF NUCLEAR WEAPONS (NPT)". UN. 2–27 May 2005. Retrieved 24 November 2017.

مشارکت‌کنندگان ویکی‌پدیا. «Negev Nuclear Research Center». در دانشنامهٔ ویکی‌پدیای انگلیسی.